# 코조 (프로그래밍 언어)
코조(Kojo)는 컴퓨터 프로그래밍 및 학습을 위한 프로그래밍 언어이자 통합 개발 환경(IDE)이다. 컴퓨터 프로그래밍, 정신 능력, (상호작용) 수학, 그래픽스, 예술, 음악, 과학, 애니메이션, 게임, 전자 분야에서 놀고 탐험하고 만들고 학습할 수 있는 다양한 기능을 제공한다. 코조는 로고와 프로세싱이라는 프로그래밍 언어로부터 아이디어를 가져왔다.
코조는 오픈 소스이다.  데라둔에 사는 컴퓨터 프로그래머이자 교사인 Lalit Pant가 개발하였고 현재도 활발히 개발되고 있다. 코조는 각기 다른 학습 분야를 위해 도메인 특화 언어(DSL)을 제공하며 이에 따라 교육 프로그래밍 언어로 간주될 수 있다.
코조는 스칼라 프로그래밍 언어로 작성되고 해당 언어의 접근법을 따르며 여기서 사용자들은 단순한 언어 부분 집합과 함께 시작하며 단계별로 전진해 나간다. 그래픽 사용자 인터페이스는 자바 스윙에 기반을 둔다. 이전 버전은 자바 넷빈즈 플랫폼에 기반을 두었다.

## 같이 보기
- 마이크로소프트 스몰 베이직
- Toolbox (소프트웨어)